# Kobra and the Lotus
Kobra and the Lotus ist eine 2008 in Calgary gegründete kanadische Heavy-Metal-Band.

## Geschichte
Kobra and the Lotus wurde 2008 von Namensgeberin Kobra Paige sowie den Musikern Chris Swenson, Matt van Wezel (beide Gitarre), Ben Freud (E-Bass|Bass) und Griffin Kissack (Schlagzeug) gegründet. Paige verfügt über eine klassische Gesangsausbildung. Die Aufnahmen für ihr Debütalbum, Out of the Pit, begannen 2009, das Album erschien im darauffolgenden Jahr. Nach einer Tournee, die sie 2010 durch ihr Heimatland Kanada führte, trennte sich die Gruppe von Matt van Wezel und Ben Freud, die 2011 durch Peter Dimov (Bass) und Tim Brown (Gitarre) ersetzt wurden. Mit ihnen begab sich die Gruppe auf ihre erste Europa-Tournee.
Die Band nahm die Arbeiten für ihr zweites Album ursprünglich zwischen Februar und April 2011 mit dem Musikproduzenten Julius Butty auf und reiste anschließend für eine Tournee durch Großbritannien nach Europa. Die Managerin der Gruppe, Susan Bullen, hatte Kontakt mit verschiedenen Schallplattenfirmen aufgenommen und einem Manager der Firma Universal Music Group, Mark Spicoluk, Demos einiger vorproduzierter Lieder vorgespielt. Spicoluk nahm an, dass Gene Simmons möglicherweise Interesse an einer Verpflichtung der Gruppe für sein Label Simmons Records hätte, und empfahl ihm die Band. Im Laufe der Woche meldete sich Simmons bei Bullen und machte sein Interesse an einer Verpflichtung deutlich.
Nachdem sie unterschrieben hatte, kehrte die Band im Januar und Februar 2012 ins Studio zurück, um unter Anleitung von Kevin Churko vier zusätzliche Titel aufzunehmen. Churko überarbeitete auch die bisher aufgenommenen Titel. Das Album, Kobra and the Lotus, erschien am 6. August 2012.
2013 begab sich die Gruppe erneut ins Studio, um ihr drittes Album aufzunehmen. Die Veröffentlichung war zunächst für Januar 2014 geplant. Dieser Termin erwies sich als zu früh gewählt, sodass sich die Herausgabe des Albums auf den 27. Juni 2014 verschob.

## Live
Kobra and the Lotus traten unter anderem beim Sonisphere Festival, Download-Festival, Rock am Ring und Rock im Park, Graspop Metal Meeting, Gods of Metal und beim Wacken Open Air auf. Außerdem spielten sie als Vorgruppe auf Tourneen von Judas Priest, Black Label Society, Slash, Beyond the Black, Steel Panther, 3 Inches of Blood und Primal Fear, Stratovarius, Praying Mantis, Demon Hunter, Buckcherry und Amanda Somerville.

## Diskografie

### Studioalben
- 2009: Out of the Pit
- 2012: Kobra and the Lotus
- 2014: High Priestess
- 2017: Prevail I
- 2018: Prevail II
- 2019: Evolution

### EPs
- 2015: Words of the Prophets